# Achatocarpus brevipedicellatus
Achatocarpus brevipedicellatus är en tvåhjärtbladig växtart som beskrevs av H. Walter. Achatocarpus brevipedicellatus ingår i släktet Achatocarpus och familjen Achatocarpaceae. Inga underarter finns listade i Catalogue of Life.